# Coleman, Georgia
Coleman är en så kallad census-designated place i Randolph County i Georgia. Vid 2010 års folkräkning hade Coleman 127 invånare.